# Wilhelm Anton Neumann

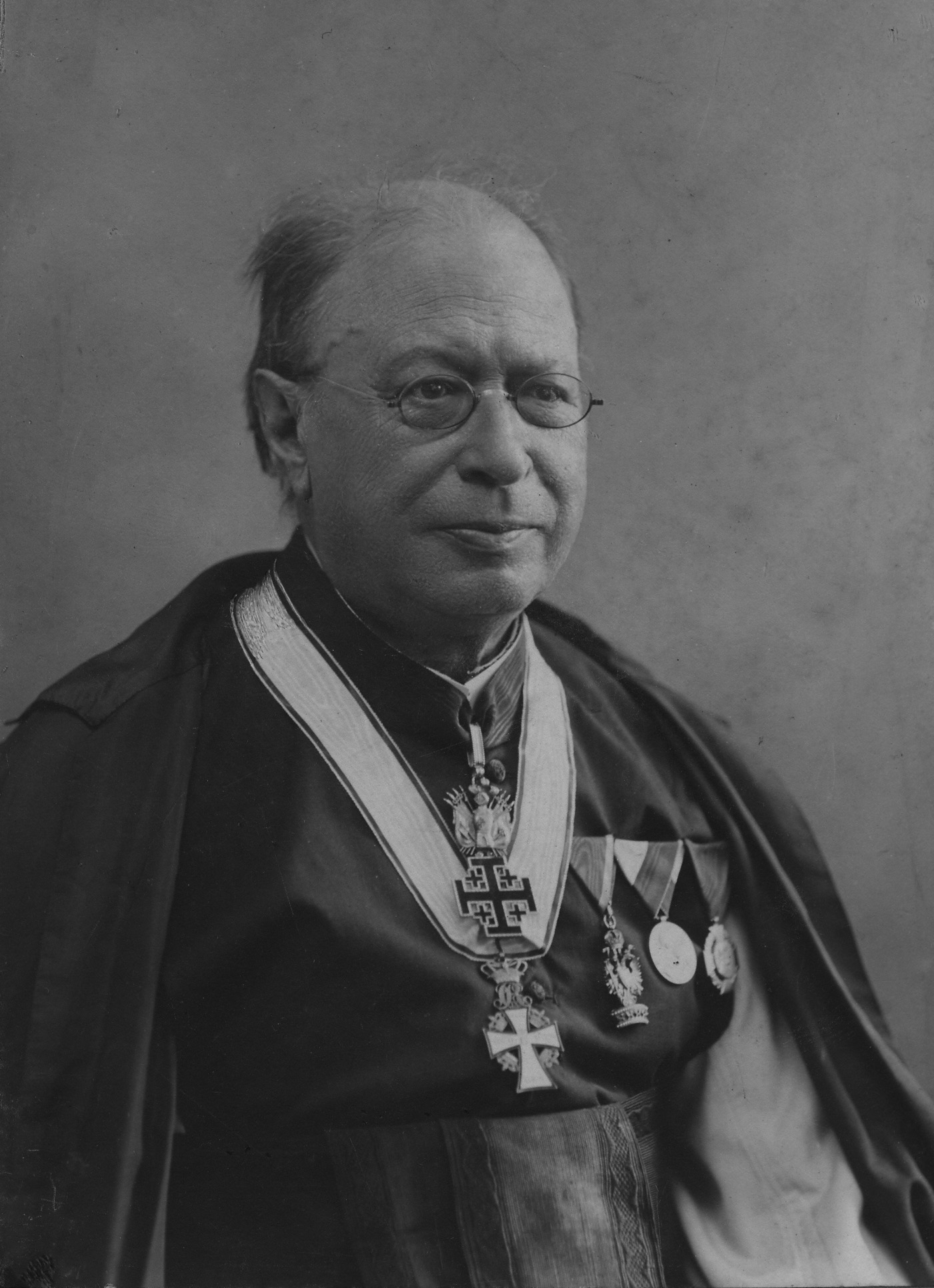
P. Wilhelm Neumann O.Cist.

Wilhelm Neumann O.Cist. (* 4. Juli 1837 in Wien als Anton Neumann; † 5. Oktober 1919 in Mödling, Niederösterreich) war ein katholischer Ordensgeistlicher und Theologe sowie Archäologe, Bibelwissenschaftler und Mediävist.

## Leben
Anton Neumann wurde als Sohn von Anton Neumann und dessen Frau Theresia, geborene Schaller, in Mödling geboren. Ab 1847 besuchte er das Schottengymnasium in Wien, wechselte aber nach einem Umzug nach dem Tod der Mutter mit der 4. Klasse auf das Theresianum in Wien.
Zum Hochfest Kreuzerhöhung, dem 14. September 1855, trat Neumann ins Stift Lilienfeld ein und nahm den Ordensnamen Edmund an.  Von 1856 bis 1860 studierte er am Institutum Theologicum in Heiligenkreuz und übertrug 1858 – noch vor der feierlichen Profess – seine Ordensprofess auf Heiligenkreuz, um hier wissenschaftlichen Studien eher nachgehen zu können. Hier nahm Neumann auch den neuen Ordensnamen Wilhelm an, da „Edmund“ bereits als Name des Abtes und eines weiteren Konventualen in Heiligenkreuz vertreten war. Am 25. September 1859 legte er schließlich die feierliche Profess im Stift ab.
Die Priesterweihe empfing Neumann am 25. Juli im Wiener Stephansdom und feierte seine Primiz am darauffolgenden Fest Maria Himmelfahrt. Von 1860 an war er für ein Jahr Lehrer am Sängerknabenkonvikt in Heiligenkreuz, bevor er 1861 zum Professor für Altes Testament und wahrscheinlich 1864 zum Bibliothekar an der Hochschule in Heiligenkreuz ernannt wurde und diese Funktionen bis 1874 ausübte. Ab 1861 war er außerdem Festprediger im Stift. Bis in den Februar 1869 fungierte Neumann für einige Monate als provisorischer Pfarrverweser in Maria Raisenmarkt, bevor er im Frühjahr zu seiner ersten Palästina-Reise aufbrach. Auch seine weitere Laufbahn zeigt Neumanns Begeisterung für die neue Disziplin der Palästinaforschung, in der er zeit seines Lebens hauptsächlich tätig war: Bereits am 13. Juni 1874 wurde er zum außerordentlichen Professor für semitische Sprachen an der Universität Wien ernannt und promovierte am 27. Juni ebendort.  Noch im Oktober übersiedelte er daher in den Heiligenkreuzerhof nach Wien, um seinen Aufgaben an der Fakultät besser nachkommen zu können. Neumann war in Wien auch Mitglied mehrerer Vereine, darunter des Altertumsvereines zu Wien. Ab 1880 trat dann sein zweites großes Interessensgebiet, die Kunstgeschichte und das Kunsthandwerk immer mehr hervor, wie auch seine Publikationen zeigen. 1886 stellte er schließlich ein Gesuch um die Ernennung zum ordentlichen Professor der semitischen Sprachen und der höheren Exegese und wurde im November des darauffolgenden Jahres auch zu einem solchen ernannt.
Neumann war drei Mal – 1890/91, 1897/98 und 1904/05 – Dekan der Katholisch-Theologischen Fakultät in Wien und wurde 1899 sogar zum Rector Magnificus der Universität ernannt. Im Mai 1900 kam er im Zuge der Studentenkrawalle jedoch ungewollt in Konflikt mit dem Akademischen Senat und resignierte daher als Rektor.
Neumann wurde 1895 das Komturkreuz II. Klasse des Dannebrogordens vom König von Dänemark verliehen, 1897 erhielt er von Kaiser Franz Joseph I. den Orden der Eisernen Krone III. Klasse. Bis ins hohe Alter war er stets reiselustig und nutzte seine Ferialreisen oft auch für Forschungen – unter anderem war er alleine drei Mal in Palästina.
Ende des Jahres 1904 erwarb Neumann mit Zustimmung des Abtes ein Haus in Mödling (Kirchengasse 6) und verbrachte ab 1908 bis zu seinem Tod seinen Ruhestand dort. Bereits vor seiner Übersiedelung nach Möding hatte er mehr als ein Drittel seiner Bücher der Bibliothek des Stifts Heiligenkreuz geschenkt. 1906 nahm er außerdem seinen entmündigten Bruder bei sich in Mödling auf. Am 5. Oktober 1919 verstarb er dort in hohem Alter. Sein Buchnachlass wird in der Heiligenkreuzer Stiftsbibliothek verwaltet.
Am 28. Dezember 1910 leistete Neumann demonstrativ den Antimodernisteneid, obwohl er bereits emeritiert war und kein Druck dazu bestand. Seine Palästinaforschungen und kunsthistorischen Untersuchungen zum Stift Heiligenkreuz waren ausschlaggebend für die Regotisierung des Stiftes. Neumann beschränkte sich bei diversen Restaurierungsarbeiten nicht nur auf das Erteilen von Ratschlägen, sondern griff aus kunsthistorisch-archäologischen Interesse sogar selbst zur Schaufel, sodass er dabei beispielsweise eine alte Mosaikpflasterung im Chor entdecken konnte. Als Resultat seiner in diesem Zusammenhang erfolgten historischen Untersuchungen veröffentlichte er den Aufsatz: Handwerk und Kunst im Stift Heiligenkreuz vom 17. bis zur Mitte des 18. Jahrhunderts, in: Berichte und Mitteilungen des Altertumsvereines zu Wien 18 (1879), S. 125–166.

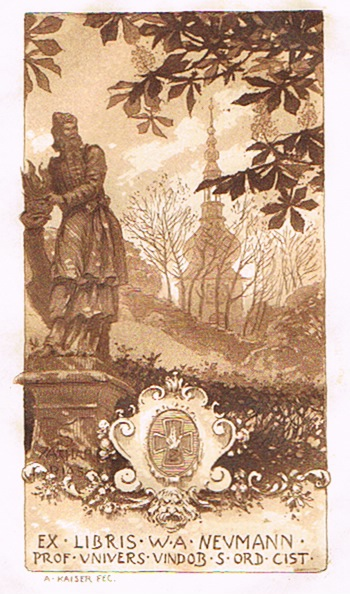
Ex Libris aus Neumanns Bibliothek, Blick auf Heiligenkreuzer Glockenturm vom Kreuzweg aus

Er war Ehrenmitglied der katholischen Studentenverbindung KÖStV Austria Wien.

## Werke
- Der Reliquienschatz des Hauses Braunschweig-Lüneburg. Wien: Hölder 1891

Text: Digitalisat der Universitätsbibliothek Braunschweig
Tafeln: Digitalisat der Universitätsbibliothek Braunschweig
- Über das Volk der Drusen und den Emîr Fachrêddin. Wien 1878
- Baugeschichte von Sanct Stephan in Wien, gothische Periode. 1905
- Drei mittelalterliche Pilgerschriften III: Philippi descriptio Terrae Sanctae, in: Österreichische Vierteljahresschrift für katholische Theologie, Band 11 (1872), S. 1–78, 165–174

Für eine vollständige Bibliographie der Werke Neumanns siehe: Norbert Stigler, Wilhelm Anton Neumann 1837–1919 (Wiener Beiträge zur Theologie 46, Wien 1975) S. 145–162.